# Live at Budokan (album Dream Theatera)
Live at Budokan je uživo izdanje američkog progresivnog metal sastava Dream Theater snimljen 26. travnja 2004. godine u Tokijskoj koncertnoj dvorani Nippon Budokan Hall. Album je izdan 5. listopada iste godine kao trostruko audio CD izdanje i dvostruko DVD video izdanje.

## Popis pjesama

#### CD 1
| Br. | Skladba                          | Tekstopisac   | Skladatelj                                        | Trajanje |
| --- | -------------------------------- | ------------- | ------------------------------------------------- | -------- |
| 1.  | »As I Am«                        | John Petrucci | Petrucci, John Myung, Jordan Rudess, Mike Portnoy | 7:25     |
| 2.  | »This Dying Soul«                | Portnoy       | Petrucci, Myung, Rudess, Portnoy                  | 11:44    |
| 3.  | »Beyond This Life«               | Petrucci      | Dream Theater                                     | 19:37    |
| 4.  | »Hollow Years«                   | Petrucci      | Dream Theater                                     | 9:18     |
| 5.  | »War Inside My Head«             | Portnoy       | Petrucci, Myung, Rudess, Portnoy                  | 2:22     |
| 6.  | »The Test That Stumped Them All« | Portnoy       | Petrucci, Myung, Rudess, Portnoy                  | 5:00     |

#### CD 2
| Br. | Skladba                 | Tekstopisac            | Skladatelj                       | Trajanje |
| --- | ----------------------- | ---------------------- | -------------------------------- | -------- |
| 1.  | »Endless Sacrifice«     | Petrucci               | Petrucci, Myung, Rudess, Portnoy | 11:18    |
| 2.  | »Instrumedley«          | instrumental skladba   | Dream Theater                    | 12:15    |
| 3.  | »Trial of Tears«        | Myung                  | Dream Theater                    | 13:49    |
| 4.  | »New Millennium«        | Portnoy                | Dream Theater                    | 8:01     |
| 5.  | »Keyboard Solo«         | instrumentalna skladba | Rudess                           | 3:58     |
| 6.  | »Only a Matter of Time« | Kevin Moore            | Dream Theater                    | 7:21     |

#### CD 3
| Br. | Skladba                   | Tekstopisac            | Skladatelj                       | Trajanje |
| --- | ------------------------- | ---------------------- | -------------------------------- | -------- |
| 1.  | »Goodnight Kiss«          | Portnoy                | Petrucci, Myung, Rudess, Portnoy | 6:16     |
| 2.  | »Solitary Shell«          | Petrucci               | Petrucci, Myung, Rudess, Portnoy | 5:58     |
| 3.  | »Stream of Consciousness« | instrumentalna skladba | Petrucci, Myung, Rudess, Portnoy | 10:54    |
| 4.  | »Disappear«               | James LaBrie           | Petrucci, Myung, Rudess, Portnoy | 5:56     |
| 5.  | »Pull Me Under«           | Moore                  | Dream Theater                    | 8:38     |
| 6.  | »In the Name of God«      | Petrucci               | Petrucci, Myung, Rudess, Portnoy | 15:49    |

## Video izdanje
DVD 1
Cijeli koncert u Budokanu:
1. "As I Am" – 8:34
2. "This Dying Soul" – 12:12
3. "Beyond This Life" – 19:34
4. "Hollow Years" – 9:19
5. "War Inside My Head" – 2:30
6. "The Test That Stumped Them All" – 4:53
7. "Endless Sacrifice" – 11:20
8. "Instrumedley" – 12:09
9. "Trial of Tears" – 13:58
10. "New Millennium" – 7:59
11. "Keyboard solo" – 3:59
12. "Only a Matter of Time" – 7:25
13. "Goodnight Kiss" – 6:14
14. "Solitary Shell"  – 5:51
15. "Stream of Consciousness" – 10:55
16. "Disappear" – 5:55
17. "Pull Me Under" – 9:00
18. "In the Name of God" – 17:36
19. Credits – 3:11

DVD 2
Dokumentarac i dodatci:
- "Riding The Train Of Thought": Japanese Tour Documentary – 29:46
- John Petrucci "Guitar World" – 6:27
- Jordan Rudess "Keyboard World" – 6:43
- Mike Portnoy Drum Solo – 12:08
- "The Dream Theater Chronicles": 2004 Tour Opening Video – 5:43
- "Instrumedley" Multiangle Bonus – 12:03

## Izvođači
- James LaBrie – vokali
- John Petrucci – gitara
- John Myung – bas-gitara
- Mike Portnoy – bubnjevi
- Jordan Rudess – klavijature